# Paul van Dyk
Matthias Paul, vagy ismertebb nevén Paul van Dyk (1971. december 16.) Grammy-díjra jelölt trance és techno zenei producer és DJ. Paul Németországban, Eisenhüttenstadtban született. 2005-ben és 2006-ban, a brit, elektronikus zenei orientáltságú, DJ Mag magazin Top 100 Dj szavazásán az év lemezlovasának választották, és már 1998 óta folyamatosan a legjobb 10 Dj közé sorolják.
2007 óta több mint 3 millió lemeze talált gazdára. A többi világhírű DJ-hez hasonlóan ő is készít saját rádióműsort, VONYC SESSIONS névvel, mely a világ számos rádiójában hallható.

## Életútja

### Zenei korszakának kezdete
Paul Van Dyk Kelet-Berlinben nőtt fel, édesanyja egyedüli szülőként nevelte, miután apja 4 éves korában elhagyta őket. Míg itt élt, rádiós szakemberként és asztalos gyakornokként dolgozott. A rádiónál hangolta finomra a zenei érzékét. Mivel a berlini fal zárkózottságában olyan helyen élt akkoriban, ahol nem léteztek lemezboltok, ezért a nyugat-berlini és ezen túli rádiók zenéit, és az országba beszivárgó mix felvételeket másolgatta osztálytársai számára.
Röviddel a berlini fal leomlását követően édesanyjával együtt Hamburgba költöztek a nagybácsikájához, de 1990-ben Paul visszament Berlinbe. Első fellépésére 1991 márciusáig kellett várnia, amikor a Tresor nevezetű szórakozóhelyen játszott. Ezt számos egyéb fellépés is követte, és rövidesen esélyt kapott arra, hogy megmutathassa tehetségét Jurgen Kramer híres Dubmission partiján a Turbine klubban, a népszerű rezidens Dj Kid Paul mellett.

## Diszkográfia

### Albumok (Szóló)
- 1994: "45 RPM"
- 1996: "Seven Ways"
- 2000: "Out There and Back"
- 2003: "Reflections"
- 2003: "Global"
- 2007: "In Between"
- 2008: "Hands on in Between (The Remixes)"
- 2009: "Volume (Best Of)"
- 2012: "Evolution"
- 2015: "The Politics of Dancing 3"
- 2017: "From Then On"
- 2018: "Music Rescues Me"

## Kislemezek
- 1998: For an angel
- 1999: Another way/Avenue
- 2000: Tell me why/The riddle
- 2000: We are alive
- 2003: Nothin but you
- 2003: Time of our lives/Connected
- 2004: Crush
- 2005: The other side
- 2007: White lies
- 2008: Let go
- 2009: For an angel 2009
- 2009: Home
- 2009: We are one

## Díjak
- 1999 DJ Mag Zene készítő[10]
- 1999 Legjobb Nemzetközi DJ
- 1999 Legjobb Nemzetközi Díj
- 1999 Az év embere (Mixmag)
- 1999 A Trance Nation vezetője
- 2003 Legjobb európai DJ (Miami Winter Music Conference 2003)
- 2003 a második legjobb trance zeneszám Paul Van Dyk - Nothing But You
- 2004 "Amerikai kedvenc DJ-je"
- 2004 Legjobb Nemzetközi Dj
- 2004 Legjobb rendezvény
- 2004 Legjobb TV reklám betétdal (Motorola)
- 2004 Mexikói Oscar a "Zurdo" c. film zenéjéért
- 2004 "Legjobb zeneszerkesztő" (DJ Magazine)
- 2004 "Nagy győzelem a Dancestar Awards-on"
- 2005 WMC 2005 Legjobb House, Progressive/Trance zeneszám: "Nothing but You" (Paul Van Dyk)
- 2005 WMC 2005 Legjobb Nemzetközi DJ
- 2005 "Amerika kedvenc DJ-je"
- 2005 Legjobb Dj a Dance/Elektronikus nagylemez kategóriában a "Reflections" c. albumáért
- 2005 the International Dance Music Award (IDMA) for Best Euro DJ.
- 2005 DJ Mag No 1 DJ
- 2005 Legjobb producer (Trance Awards)
- 2005 Legjobb Global DJ (Trance Awards)
- 2006 Legjobb Global DJ (Miami Winter Music Conference 2006)
- 2006 Legjobb kiadó "VANDIT"
- 2006 Legjobb producer (Miami Winter Music Conference 2006)
- 2006 Legjobb Global DJ, Best NuNRG/Euro Track
- 2006 DJ Mag No 1 DJ
- 2006 Legjobb Global DJ Trance Awards
- 2006 Legjobb producer
- 2006 Legjobb mixlemez "The Politics of Dancing 2"
- 2006 Cross Of Merit From The City Of Berlin
- 2006 Best HI NRG / Euro Track for "The Other Side" (Miami Winter Music Conference 2006)
- 2006 B.Z. - Kulturpreis 2006
- 2007 Legjobb Ortofon Európai DJ (Miami Winter Music Conference 2007)
- 2007 Legjobb Dj (Trance Awards)
- 2007 Legjobb producer (Trance Awards)
- 2007 Legjobb kiadó Vandit (Trance Awards)
- 2007 Második legjobb Remixer (Trance Awards)
- 2007 Harmadik legjobb élő fellépés (Trance Awards)
- 2007 Második legjobb rezidens Dj (Trance Awards)
- 2007 Legjobb "Club éjszaka" CREAM, Ibiza (Trance Awards)
- 2007 Legjobb nagylemez In Between (Trance Awards)
- 2007 3.-ik legjobb rádio show a VONYC SESSIONS Trance Awards
- 2007 5.-ik legjobb honlap (Trance Awards)
- Paul 6 órás szettje a "Gatecrasher" kapta a második legtöbb szavazatot, ezzel elnyerte a "második legjobb club éjszaka" címet
- Legjobb Nemzetközi DJ Musik Berlin, Zürich, Amsterdam, Londres, Paris, Milan, New-York, Mexico, Singapore
- 2008 Legjobb Nemzetközi Dj (The Ministry Of Sound)
- 2008 Legjobb Nemzetközi Producer (The Ministry Of Sound)
- 2008 Megosztott Grammy díj a "Sötét lovag" c. mozifilm zenéjéért, mely elnyerte a legjobb album címet
- 2009 Legjobb Nemzetközi DJ (The Ministry Of Sound)
- 2009 Legjobb Nemzetközi Producer (The Ministry Of Sound)
- 2009 Legjobb zeneszám "Home"(Paul Van Dyk Club Mix) (Ministry Of Sound)
- 2009 Legjobb Nemzetközi Dj Paul Van Dyk (a Raveline 2009-es szavazása alapján)
- 2009 Legjobb nagylemez 2009-ben "VOLUME" (a Raveline 2009-es szavazása alapján)
- 2009 Legjobb Nemzeti Trance kiadó "VANDIT a Records" (a Raveline 2009-es szavazása alapján)
- 2010 Legjobb tartalmú Dj Mix "VONYC Sessions 09" (IDMA)

## Közreműködő énekesek
- Ashley Tomberlin
- Rea Garvey
- Vayne Jackson
- Jessica Sutta
- Johnny McDaid

## Külső hivatkozások
- Paul van Dyk hivatalos honlapja
- Paul van Dyk a MySpace-en